# Коптево (Зубцовский район)
Коптево — деревня в Зубцовском районе Тверской области России, входит в состав Зубцовского сельского поселения. 

## География
Деревня расположена в 8 км на север от райцентра города Зубцов. 

## История
В конце XIX — начале XX века деревня являлась центром Коптевской волости Зубцовского уезда Тверской губернии. В 1859 году в деревне было 33 двора.
С 1929 года деревня входила в состав Брычевcкого сельсовета Зубцовского района Ржевского округа Западной области, с 1935 года — в составе Калининской области, с 1994 года — в составе Брычевского сельского округа, с 2005 года — в составе Зубцовского сельского поселения.

## Население
| 1859 | 2002 | 2010 |
| ---- | ---- | ---- |
| 282  | ↘3   | ↘0   |